# Бриндизи Монтаня
Брѝндизи Монта̀ня (на италиански: Brindisi Montagna, на местен диалект Brìnnësë, Бринъзъ, алтернативна ортография Brindisi di Montagna, Бриндизи ди Монтаня) е село и община в Южна Италия, провинция Потенца, регион Базиликата. Разположено е на 865 m надморска височина. Населението на общината е 916 души (към 2010 г.).